# Kaspichan Point
Kaspichan Point är en udde i Antarktis. Den ligger i Sydshetlandsöarna. Argentina, Chile och Storbritannien gör anspråk på området.
Terrängen inåt land är lite kuperad. Havet är nära Kaspichan Point åt sydväst. Trakten är glest befolkad. Närmaste befolkade plats är Maldonado Station, 9,7 kilometer nordost om Kaspichan Point. 